# Arctotideae
Az Arctotideae, korábban Arctoteae, az őszirózsafélék (Asteraceae) családba tartozó katángformák (Cichorioideae) alcsaládjának egyik nemzetségcsoportja. A nemzetségcsoport legismertebb tagjai a kertekbe és parkokba dísznövényként ültetett napfénykedvelő záporvirágok és Arctotis fajok, illetve ezek hibridjei.

## Jellemzésük

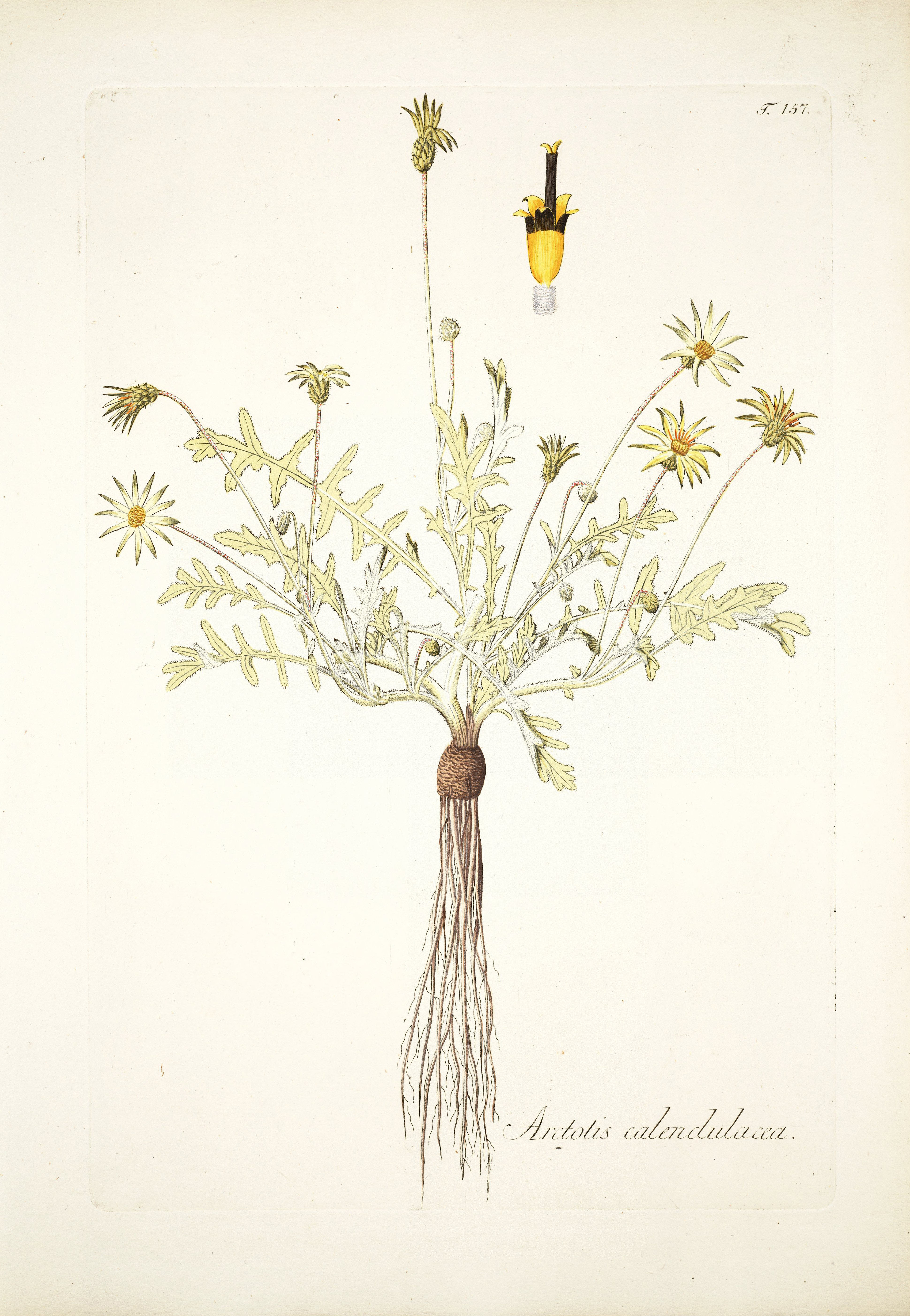
Arctotheca calendula illusztráció.
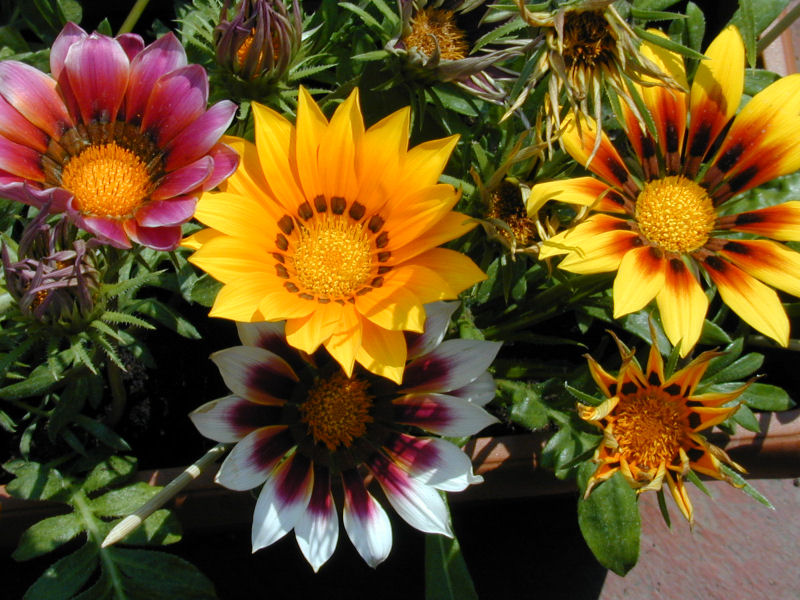
Gazania-hibridek nagy színgazdagságot mutatnak.
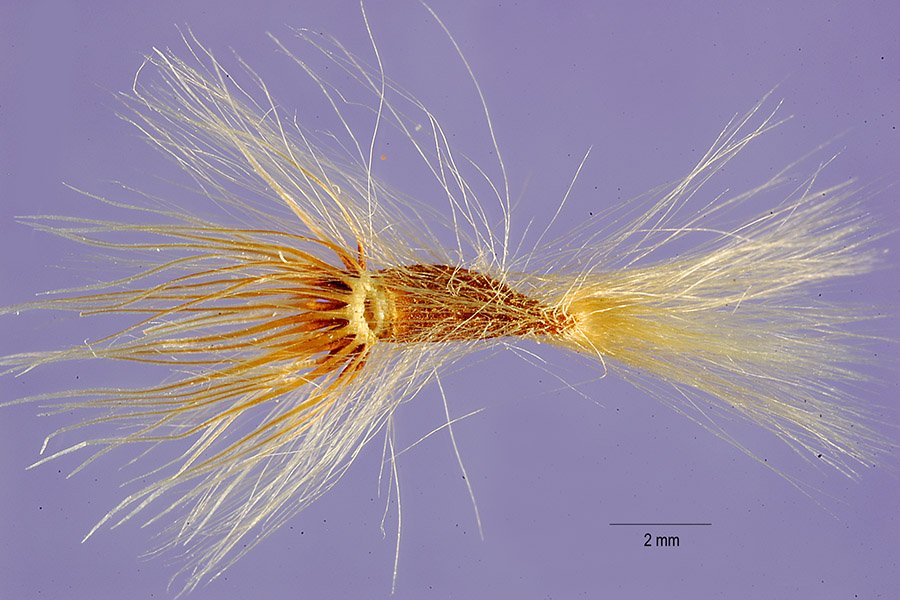
Gazania linearis kaszat termése.

### Ivartalan jellemzők
Az Arctotideae nemzetségcsoport tagjai főleg egyéves vagy évelő fajok, néhány faj fásszárú: cserjék, félcserjék. Néhány faj tüskékkel borított. Egyes fajok, de különösen a Gazania nemzetség tagjai fehér tejnedvet termelnek.
A levelek szórtan helyezkednek el a száron, a tőlevelek rozettát alkotnak. A leveleknek lehet levélnyele, de ez hiányozhat is (ülő levelek). A levéllemez széle ritkán sima, de gyakrabban enyhén vagy erősen fogazott, csipkés, néhány fajnál karéjos is lehet.

### Ivaros jellemzők
A legtöbb fajnál a fészekvirágzat magányosan áll egy hosszú száron, ritkábban több fészekvirágzat egy összetett ernyőbe rendeződik. A fészekpikkelyek sokfélék lehetnek, ritkán kettő, de általában 3-6 sorba rendeződnek. Lehetnek puhák, húsosak, néha tüskések (lásd Berkheya spinosissima fotója). A fészekvirágzat lehet kúpos vagy lapos. A virágzatot alkotó virágok lehetnek sugárvirágok (zigomorf alakúak, nyelves virágok) vagy csövesek (sugárszimetrikusak). Ennél a nemzetségcsoportnál a virágzatot mindkét virágtípus alkotja. A sugár virágok a virágzat szélén, peremén helyezkednek el egy vagy két sorban, a csöves virágok pedig belül vannak. A sugár virágok lehetnek termékenyek vagy sterilek, illetve lehetnek egyneműek (vagy csak porzó vagy csak termő van bennük). A sugárvirágok szirma lehet fehér, sárga, narancssárga, vörös, lila vagy kék. A csöves virágok kétneműek, azaz van bennük porzó és termő is, de ritkán lehetnek csak porzósak, négy vagy öt apró szirmuk van, melynek színe lehet sárga, barna vagy lila.
A magház alsó állású. Termésük kaszat, rajta több vagy kevesebb repítőszőr lehet.

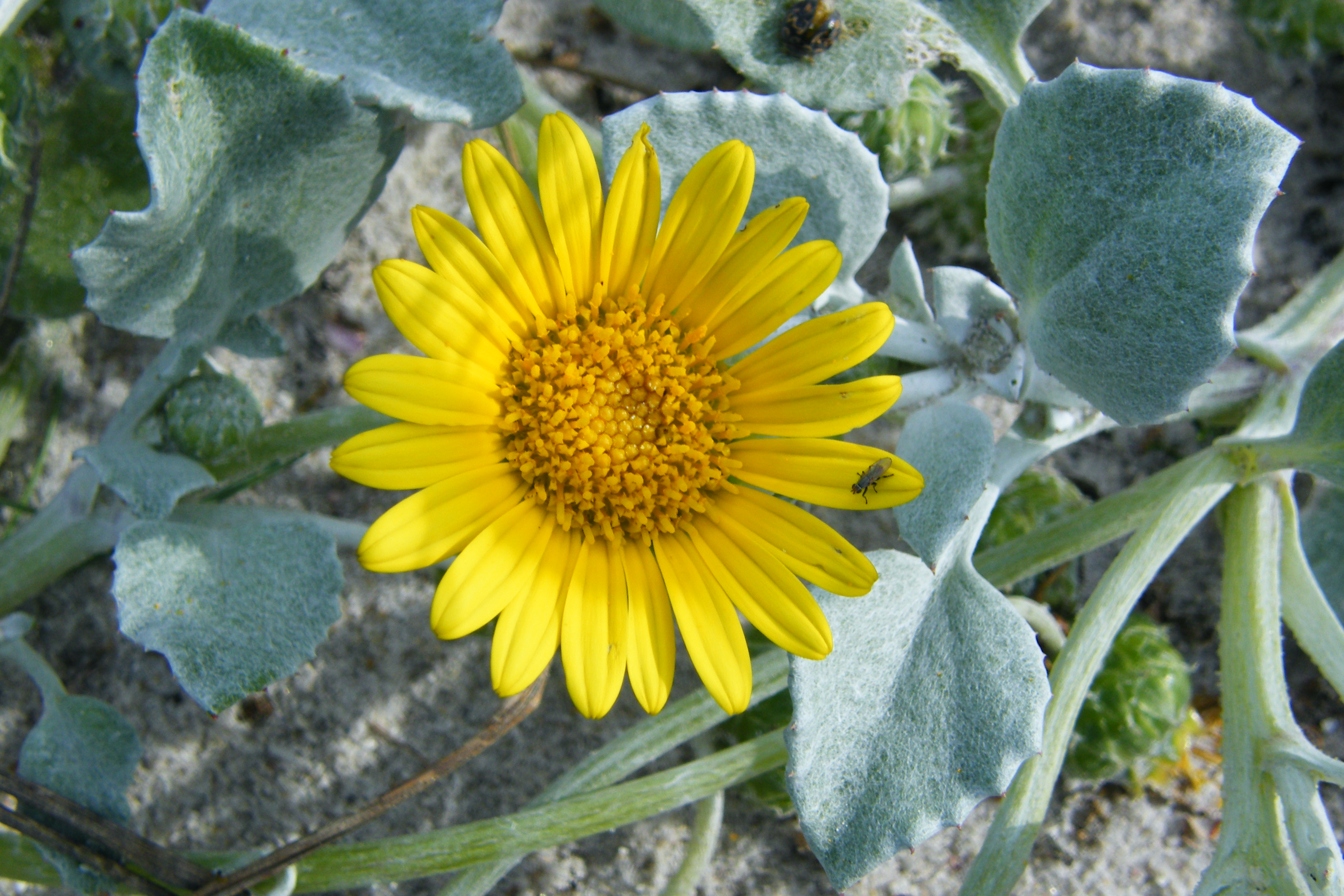
Arctotidinae alcsoport: Az Arctotheca populifolia fészek virágzata magányosan áll.
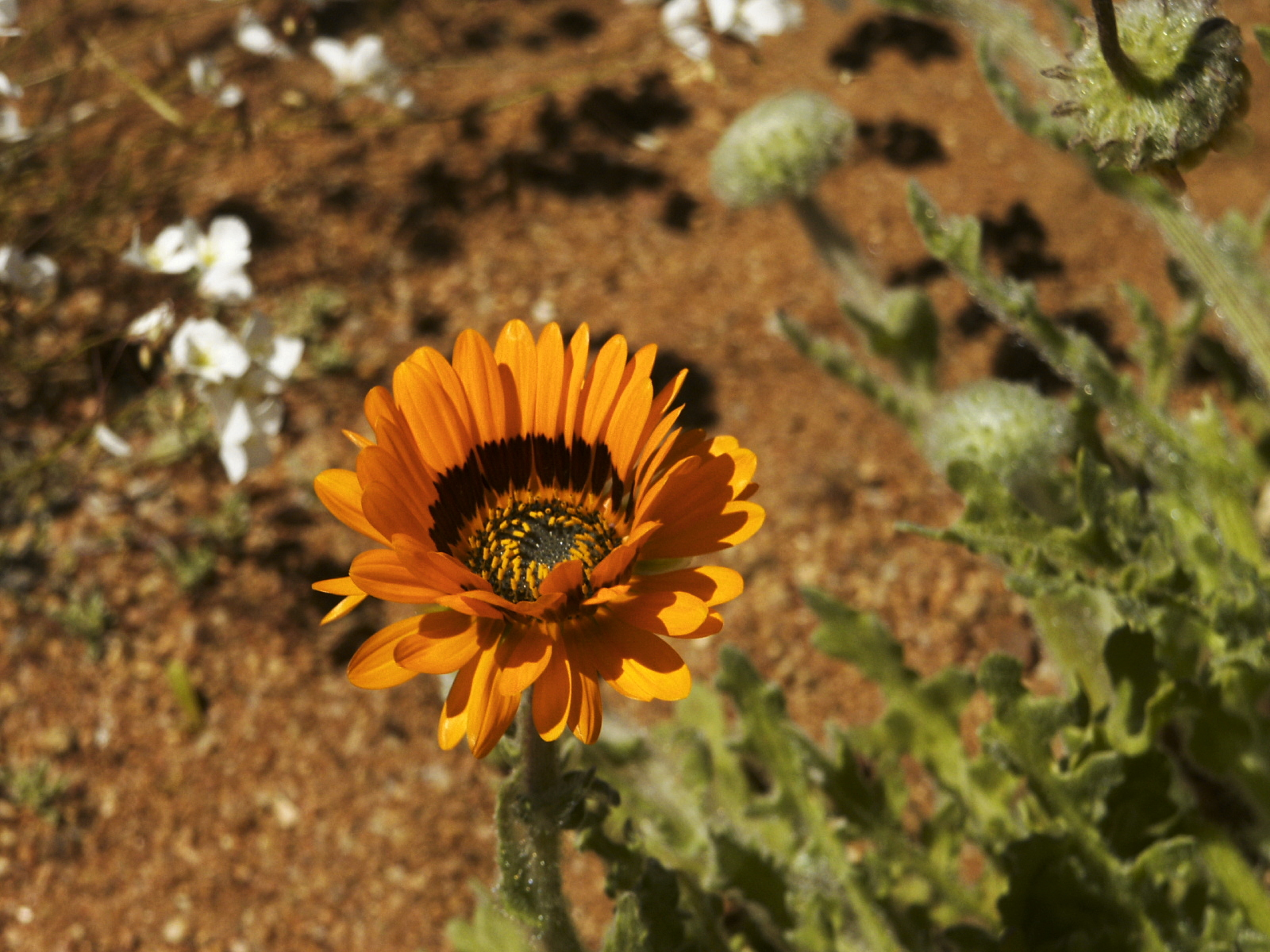
Arctotidinae alcsoport: Arctotis fastuosa virágzata.
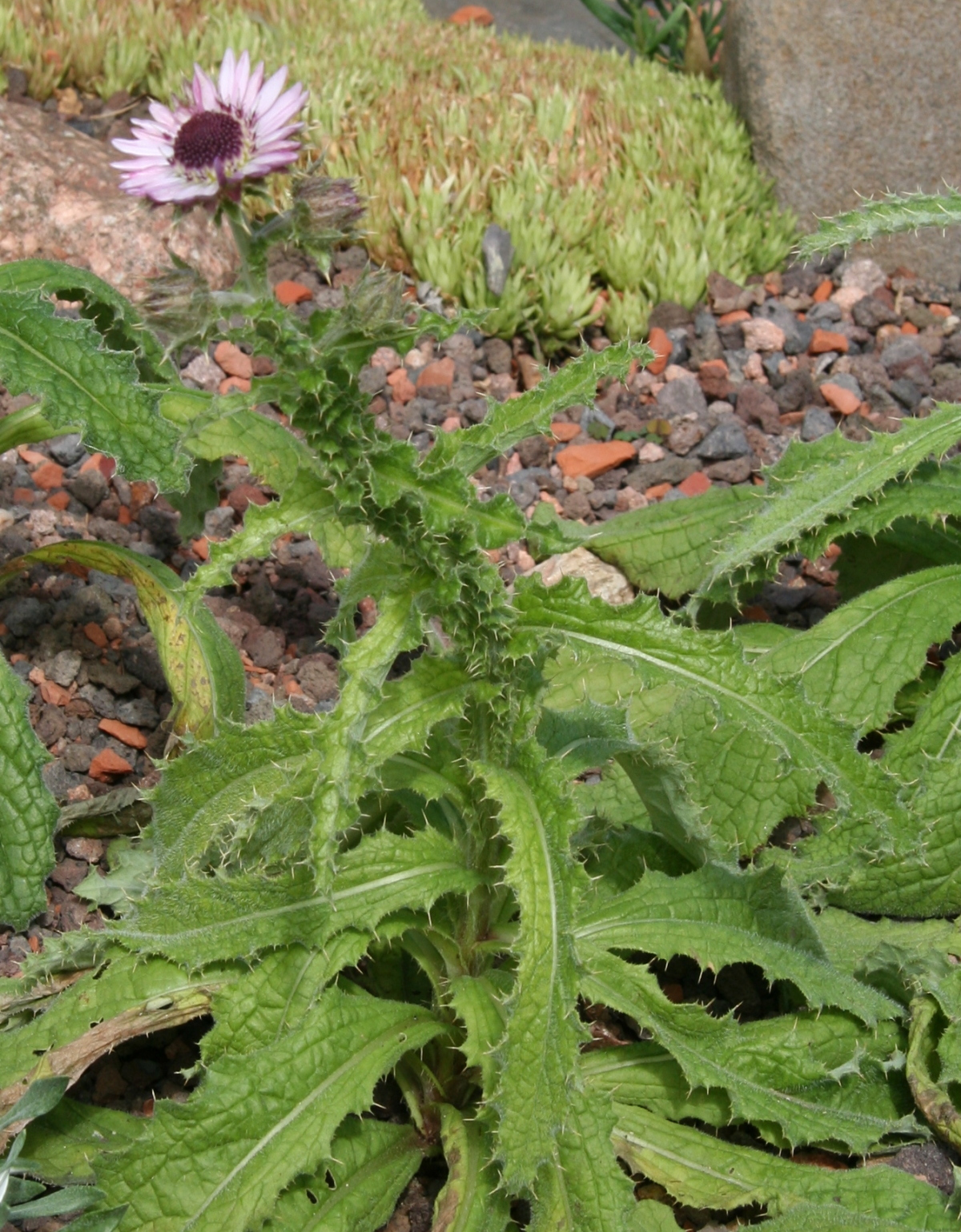
Gorteriinae alcsoport: Berkheya purpurea tüskés levele.
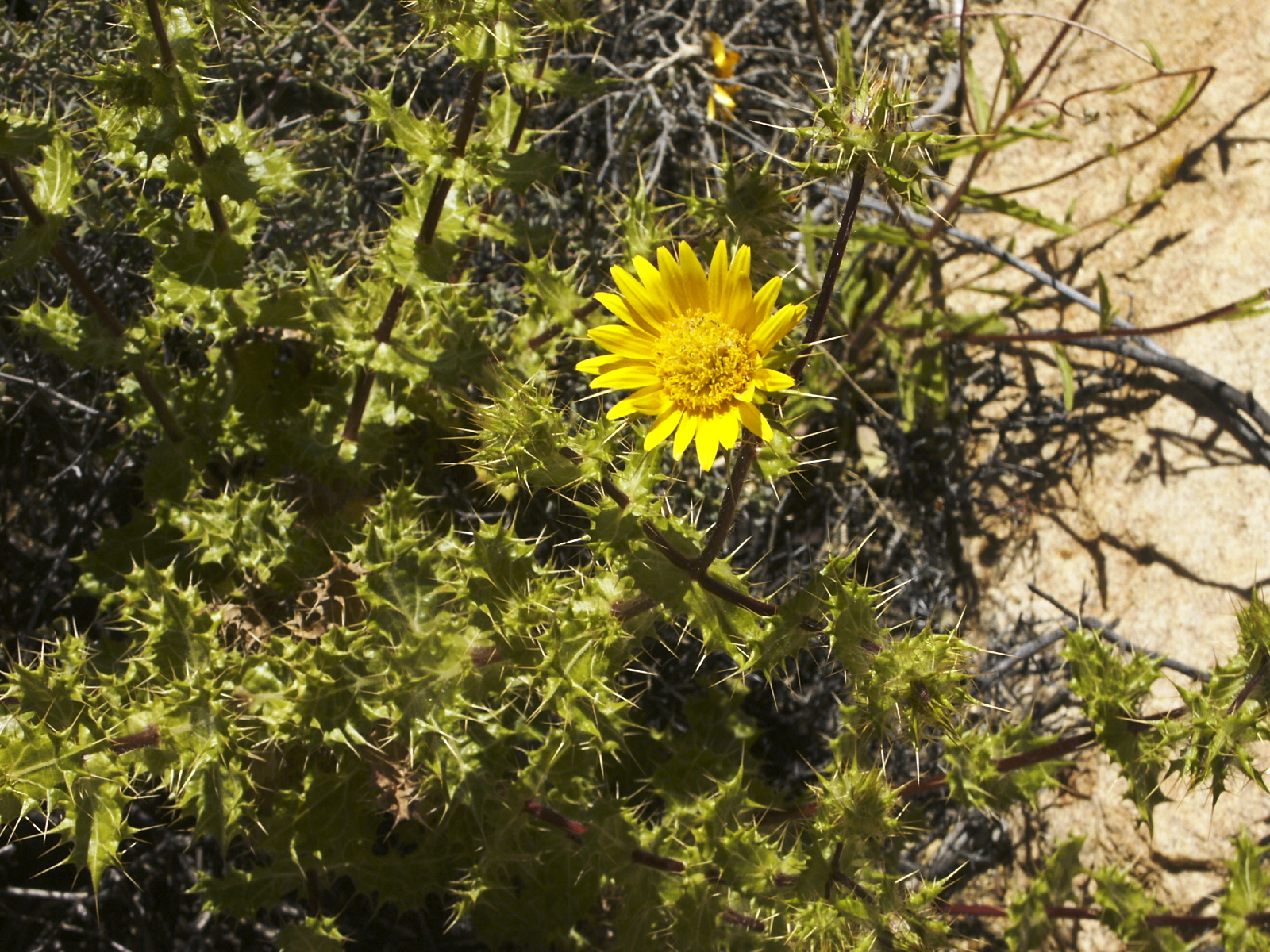
Gorteriinae alcsoport: Berkheya spinosissima tüskés fészekpikkelyei és levelei.
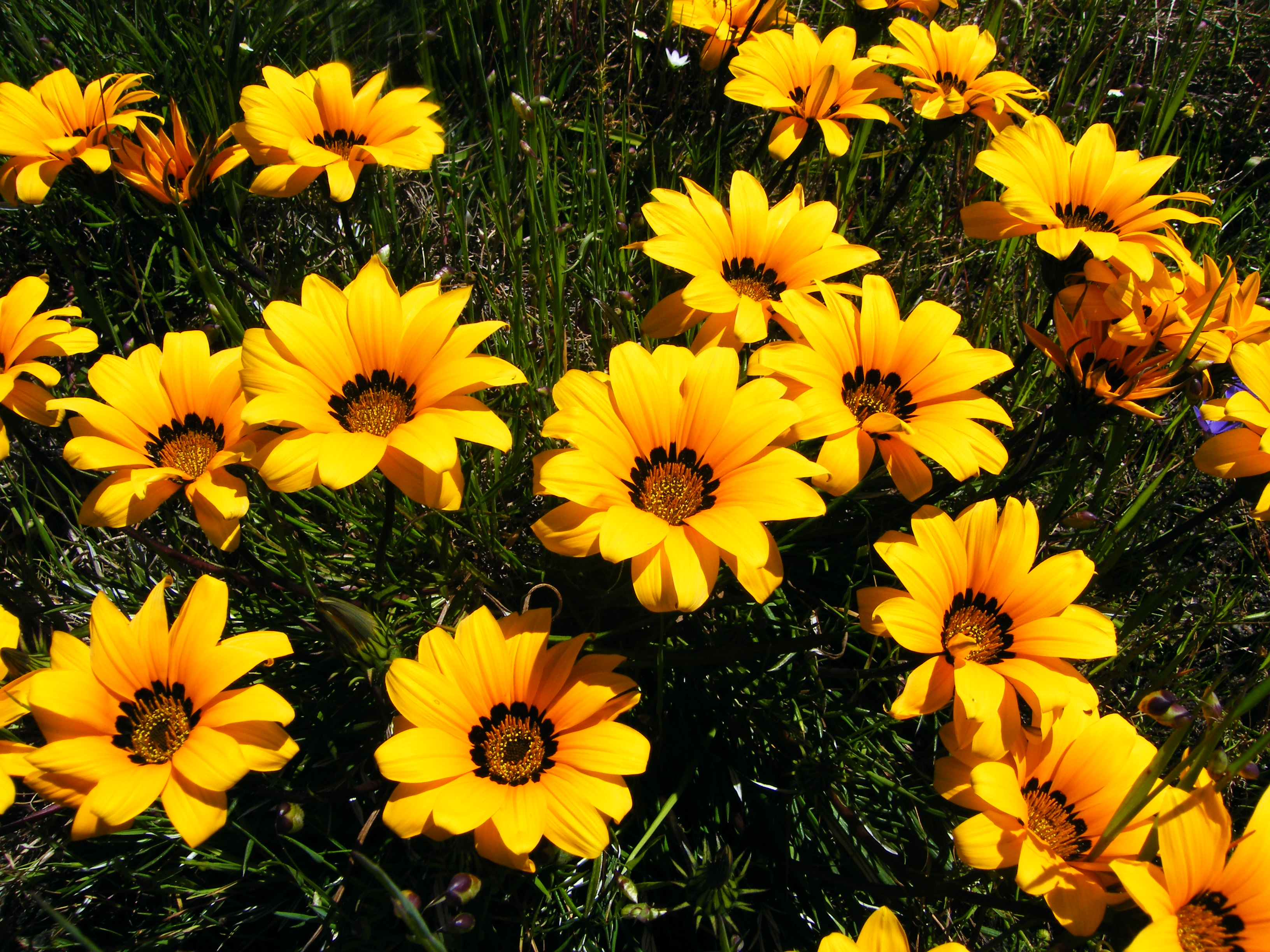
Gorteriinae alcsoport: Gazania pectinata

## Elterjedésük és rendszerezésük
A nemzetségcsoport fő elterjedési területe Afrika középső, illetve déli része, emiatt gyakran használják rájuk az "afrikai százszorszép" elnevezést. Klíma szempontjából fontos számukra a téli esőzések megléte, a nyári szárazságot jól tűrik, illetve az egyéves növények, még az aszály előtt elvirágoznak és termést hoznak. Két Cymbonotus faj Ausztráliában honos. Néhány fajuk invazív a fagymentes régiókban, főleg Dél-Amerikában.
A nemzetségcsoportot Alexandre Henri Gabriel de Cassini írta le 1816-ban a "Journal of natural philosophy, chemistry and the arts" folyóiratban Arctoteae Cass. néven. A nemzetségcsoportot több alcsoportra osztják és körülbelül 220 faj tartozik bele.

### Nemzetségek
Arctotidinae alcsoport – öt nemzetség 81 faja tartozik ide.
- Arctotheca – az ide tartozó öt faj Mozambikban és Afrika déli részén honos.
- Arctotis – az ide tartozó hatvankét faj Afrika déli részén (egészen Angoláig) él.
- Cymbonotus – két Ausztráliában őshonos faj tartozik ide.
- Dymondia – az egyetlen ide tartozó, endemikus faj (Dymondia margaretae) Dél-Afrika Bredasdorp körzetében él.
- Haplocarpha – világszerte tíz faj ismert, ezekből hat Afrika déli részén él.

Gorteriinae alcsoport – nyolc nemzetség 130 faja tartozik ide.
- Berkheya – az ide tartozó hetvenöt faj Afrikában él, négy közülük kizárólag a kontinens déli részén.
- Cullumia – az ide tartozó tizenöt endemikus faj Fokföld északi és nyugati részén él.
- Cuspidia – az egyetlen ide tartozó faj, a Cuspidia cernua Fokföld északi, nyugati és keleti részének endemikus faja.
- Didelta – az ide tartozó két endemikus faj Dél-Afrika nyugati részén ék.
- Gazania – kettő faj kivételével, amelyek északibb területeken is élnek, mind a tizenhét faj Afrika déli részén él.
- Gorteria – a három endemikus faj Afrika déli részén él.
- Heterorhachis – az egyetlen ide tartozó faj, a Cuspidia cernua Fokföld északi és nyugati részének endemikus faja.
- Hirpicium – az ide tartozó fajok Afrika déli és trópusi részein élnek. A tizenkettőből kilenc kizárólag a kontinens déli részén él.

Eremothamninae alcsoport – két nemzetség három faja tartozik ide.
- Pteronia – egy faj a Pteronia marlothiana (O.Hoffm.) Dinter (Szin.: Eremothamnus marlothianus O.Hoffm.) tartozik ide, ami csak Namíbiában él.
- Hoplophyllum – két faj tartozik ide, amik Dél-Afrika északi és nyugati részén élnek.

Besorolatlan nemzetségek:
- Heterolepis – a három ide tartozó faj Dél-Afrika Western Cape provinciájában él.
- Platycarphella – a két endemikus faj Afrika déli részén él.

## Fordítás
Ez a szócikk részben vagy egészben  az   Arctotideae című német Wikipédia-szócikk ezen változatának fordításán alapul.  Az eredeti cikk szerkesztőit annak laptörténete sorolja fel. Ez a jelzés csupán a megfogalmazás eredetét és a szerzői jogokat jelzi, nem szolgál a cikkben szereplő információk forrásmegjelöléseként.